# Вальтер Геннеке
Вальтер Геннеке (нім. Walter Hennecke; 23 травня 1898, Ганновер — 1 січня 1984, Бад-Ліппшпрінге) — німецький військово-морський діяч Другої світової, контрадмірал крігсмаріне (1 березня 1944). Кавалер Лицарського хреста Залізного хреста.

## Біографія
2 жовтня 1915 року вступив на флот добровольцем. Пройшов підготовку у військово-морському училищі в Мюрвіку (1915). Служив на важкому крейсері «Фрейя» і лінійному кораблі «Імператриця». З березня 1917 року — вахтовий офіцер на міноносці. Після закінчення Першої світової війни 21 червня 1919 року інтернований, звільнений 31 січня 1920 року. 
У серпні 1920 року знову зарахований в ВМФ. Закінчив Вище технічне училище в Берліні (1925). З 7 вересня 1925 по 29 вересня 1927 і з 1 жовтня 1929 по 3 жовтня 1933 року — інструктор училища корабельної артилерії, з 30 вересня 1927 по 30 вересня 1929 року — начальник училища морської артилерії «Дельфін». З 4 жовтня 1933 року — артилерійський офіцер на крейсері «Лейпциг», з 17 грудня 1934 року — 2-й офіцер Адмірал-штабу в штабі військово-морської станції «Нордзе». З 5 жовтня 1936 року — командир 1-го батальйону морської артилерії, з 7 листопада 1938 року — 1-й офіцер легкого крейсера «Нюрнберг». 
30 липня 1940 року призначений начальником училища морської артилерії. Одночасно в серпні-листопаді 1940 року під час планування операції «Морський лев» — начальник служби ВМС «Остенде» та завідувач формуванням транспортної флотилії «B». З 24 травня по 14 жовтня 1941 року одночасно командував лінійним кораблем «Шлезвіг-Гольштейн». 6 травня 1943 року призначений комендантом морського укріпленого району «Нормандія». Під час висадки союзників у Нормандії його частини першими прийняли на себе їх удар і були зім'яті, а сам Геннеке 26 червня 1944 року був взятий в полон. За знищення порту Шербур перед капітуляцією отримав Лицарський хрест Залізного хреста. 18 квітня 1947 року звільнений.

## Нагороди
- Залізний хрест 2-го класу (5 березня 1922)
- Почесний хрест ветерана війни з мечами
- Медаль «За вислугу років у Вермахті» 4-го, 3-го і 2-го класу (18 років; 2 жовтня 1936) — отримав 3 нагороди одночасно.
- Медаль «У пам'ять 1 жовтня 1938 року»
- Застібка до Залізного хреста 2-го класу (12 грудня 1939)
- Залізний хрест 1-го класу
- Нагрудний знак флоту
- Хрест Воєнних заслуг 2-го і 1-го класу з мечами
- Лицарський хрест Залізного хреста (26 червня 1944)
- Відзначений у Вермахтберіхт (27 червня 1944)

-Ritterkreuz des Eisernen Kreuzes (227) am 26.06.1944 als Konteradmiral und Kommandant der Seeverteidigung der Normandie
-Eisernes Kreuz (1914) II. Klasse
-Spange (1939) zum Eisernen Kreuz II. Klasse (12. 12. 1939)
-Eisernes Kreuz (1939) I. Klasse
-Ehrenkreuz des Weltkrieges 1914/1918 mit Schwertern für Frontkämpfer
-Wehrmacht Dienstauszeichnungen IV. bis II. Klasse (02. 10. 1936)
-Medaille zur Erinnerung an den 1. Oktober 1938
-Flotten-Kriegsabzeichen
-Kriegsverdienstkreuz (1939) II. Klasse mit Schwertern
-Kriegsverdienstkreuz (1939) I. Klasse mit Schwertern